# Norrbotten
Norrbotten er en provins (landskab) i det nordlige Sverige. De største byer er Luleå, Piteå, Boden, Kalix, Pajala og Haparanda.
Norrbotten er Sveriges nyeste landskab. Området blev udskilt fra Västerbotten efter 1810. (Norrbotten er den del af det gamle Västerbotten som tilhører Norrbottens län.)
- Wikimedia Commons har flere filer relateret til Norrbotten

66°N 23°Ø / 66°N 23°Ø